# 中山孝麿

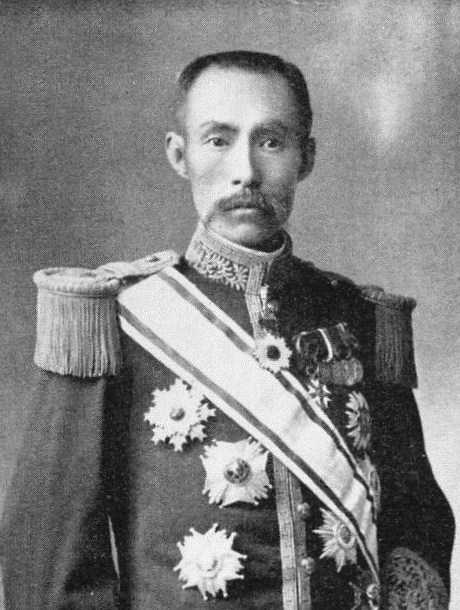
中山孝麿

中山 孝麿（なかやま たかまろ、嘉永5年12月3日（1853年1月12日） - 大正8年（1919年）11月27日）は、日本の華族（侯爵）。貴族院議員。東京府麹町区区長（第6代）。山城国（京都）生まれ。中山忠愛の次男。子に中山輔親、今城定政（定徳養子）、錦織保親、中山妙子。明治天皇のいとこ。義父に成瀬正肥。娘婿に花山院親家、渡辺修二。

## 経歴
9歳の時に醍醐寺で出家。権大僧都となり總持寺住職を務めるも、父である忠愛が失脚すると1871年（明治4年）に還俗して家督を継ぐ。
日本橋区長・麹町区長・東宮大夫・宮中顧問官・東宮侍従長を務めた。

## 官歴など
- 日本橋区長
- 1885年（明治18年）9月22日 - 任 東京府麹町区長[3]、月俸八拾円下賜[4]
- 1887年（明治20年）5月11日 - 任 宮内書記官、叙 奏任官四等、年俸千二百円下賜[5]
- 1889年（明治22年）
  - 2月28日 - 明宮勤務長 仰付、勅任官に准し取扱[6]
  - 7月23日 - 賜三級俸[7]
  - 11月3日 - 任 東宮侍従長、叙 勅任官二等、賜七級俸[8]
- 1898年（明治31年）2月18日 - 任 東宮大夫、叙 一等[9]
  - 2月21日 - 皇太子葉山行啓供奉[10]
  - 4月14日 - 皇太子沼津行啓供奉[11]
- 1901年（明治34年）7月26日 - 皇太子・皇太子妃日光行啓供奉[12]
  - 11月29日 - 依願免本官[13]
- 1903年（明治36年）8月5日 - 任 帝室会計審査局長、叙一等[14]
- 1905年（明治38年）1月23日 - 任 東宮大夫 、叙一等[15]
  - 12月5日 - 東宮呉軍港行啓供奉[16]
- 1906年（明治39年）10月12日 - 東宮愛知県下行啓供奉[17]
- 1907年（明治40年）5月1日 - 皇太子山陰道行啓供奉[18]
  - 12月11日 - 任 宮中顧問官、叙 高等官一等[19]
- 1919年（大正8年）11月27日 - 薨去[20]

## 栄典・授章・授賞
位階
- 1889年（明治22年）11月9日 - 従四位[21]
- 1897年（明治30年）7月2日 - 従三位[22]
- 1901年（明治34年）11月29日 - 正三位[23]
- 1909年（明治42年）12月10日 - 従二位[24]
- 1918年（大正7年）12月20日 - 正二位[25]

勲章など
- 1889年（明治22年）11月25日 - 大日本帝国憲法発布記念章[26]
- 1892年（明治25年）6月29日 - 勲四等瑞宝章[27]
- 1899年（明治32年）6月20日 - 勲三等瑞宝章[28]
- 1900年（明治33年）5月10日 - 勲二等瑞宝章[29]
- 1901年（明治34年）11月29日 - 旭日重光章[23]
- 1906年（明治39年）4月1日 - 勲一等瑞宝章[30]・明治三十七八年従軍記章[31]
- 1915年（大正4年）
  - 11月10日 - 大礼記念章[32]
  - 12月1日 - 旭日大綬章[33]
- 1919年（大正8年）11月25日 - 旭日桐花大綬章[34]

外国勲章など
- 1902年（明治35年）
  - 10月13日
    - イタリア王国：王冠第一等勲章[35]
    - スペイン王国：イサベル・ラ・カトリカ第一等勲章[35]
    - ロシア帝国：神聖アンナ第一等勲章[35]
    - フランス共和国：レジオンドヌール勲章グラントフィシエ[35]

  - 10月28日 - イギリス帝国：皇帝皇后両陛下戴冠記念章[35]
  - 12月26日 - ベルギー王国：レオポール第二等勲章[36]